# Orlando Pereira
Orlando Pereira – noto semplicemente come Orlando o Orlando Lelé – (Santos, 22 gennaio 1949 – São Vicente, 4 settembre 1999) è stato un allenatore di calcio e calciatore brasiliano, di ruolo difensore.

## Biografia
Nel settembre del 1998, durante il suo periodo di allenatore delle giovanili del Vasco da Gama, mentre si trovava in una stanza d'albergo a Brasilia ha riportato la frattura della quinta vertebra della colonna vertebrale in seguito a una caduta dopo una crisi di labirintite. Questo incidente lo ha lasciato paralizzato e gli ha provocato problemi polmonari e cardiaci che lo hanno portato alla morte nel settembre dell'anno successivo.

## Caratteristiche tecniche

### Giocatore
In patria giocò come terzino destro, risaltando per la potenza nel tiro e per l'attenzione in fase difensiva, nonché per la sua tenacia.

## Carriera

### Giocatore

#### Club
Orlando Lelé entrò a far parte del settore giovanile del Santos negli anni 1960, e debuttò in prima squadra nel 1970, rimanendo titolare in tutti e due i campionati nazionali disputati con il club. Nel 1973 si trasferì al Coritiba del tecnico Tim, con cui giocò il campionato nazionale; fece parte di una difesa efficace. Passò poi all'America di Rio de Janeiro, vincendovi la Taça Guanabara nel 1974, divenendo uno dei titolari della formazione dalla maglia rossa, con cui rimase sino al 1977. In quell'anno lasciò l'America per il Vasco da Gama, rimanendo a Rio: lì visse il suo miglior periodo brasiliano, integrando una difesa solida e poco battuta, soprannominata Barreira do Inferno. Con il club dalla banda nera vinse un Campionato Carioca nel 1977. Nella stagione 1981-1982 l'Udinese lo porta in Italia, ingaggiandolo quale secondo straniero (il primo era stato Herbert Neumann nella stagione 1980-81) dopo la riapertura del calcio italiano agli stranieri.

#### Nazionale
Debuttò in Nazionale brasiliana il 28 aprile 1976 contro l'Uruguay, incontro valido per la Coppa dell'Atlantico, subentrando ad Antônio Dias dos Santos. Il commissario tecnico Osvaldo Brandão lo schierò da titolare nella gara seguente, contro l'Argentina, nel ruolo di terzino destro; Orlando fu ammonito. Il 23 maggio, durante il Torneo del Bicentenario, disputò tutta la partita, partendo dall'inizio. Dopo l'incontro con l'Italia, Orlando giocò altre amichevoli non ufficiali, e infine uscì dal giro della selezione brasiliana, dato che il nuovo CT Cláudio Coutinho gli preferì Zé Maria.

### Allenatore
Una volta ritiratosi, intraprese la carriera in panchina; allenò nel Distrito Federal e nel Goiás, ove vinse il torneo statale con il Goiatuba nel 1992. Nel 1996 fu il tecnico del Santos per alcune partite, e in seguito assunse la guida delle giovanili del Vasco da Gama.

## Palmarès

### Giocatore

#### Club
- Campionato Paranaense: 1

Coritiba: 1973
- Torneio do Povo: 1

Coritiba: 1973
- Taça Guanabara: 1

América-RJ: 1974
- Campionato Carioca: 1

Vasco da Gama: 1977

### Allenatore

#### Competizioni nazionali
- Campionato Goiano: 1

Goiatuba: 1992